# John Baldeschwieler
John D. Baldeschwieler (Elizabeth, 14 de novembro de 1933) é um químico estadunidense. Ele contribuiu significantemente para os campos da estrutura molecular e da espectroscopia. Ele é professor emérito de química no Instituto de Tecnologia da Califórnia e, em 2000, recebeu a Medalha Nacional de Ciências.